# Thomas Schenkel
Thomas Schenkel (* 20. Mai 1985 in Rosenheim) ist ein deutscher Eishockeyspieler, der zuletzt für den EC Bad Tölz in der DEL2 spielte.

## Karriere
Der 1,79 m große Stürmer begann seine Karriere in der Jugend der Adler Mannheim, ab 2001 stand er bei den Jungadlern in der Deutschen Nachwuchsliga auf dem Eis. In der Saison 2002/03 wurde der Linksschütze dann schließlich von den Adlern in der DEL eingesetzt, die meiste Zeit verbrachte er jedoch beim Kooperationspartner SC Bietigheim-Bissingen in der 2. Bundesliga sowie weiterhin bei den Jungadlern.
In der Saison 2003/04 spielte Schenkel für die Landshut Cannibals in der 2. Bundesliga, nach der Spielzeit unterschrieb er einen Vertrag bei den Eisbären Berlin. Mit den Hauptstädtern gewann Schenkel 2006 die Deutsche Meisterschaft, wurde aber meist beim Farmteam Eisbären Juniors Berlin in der Oberliga eingesetzt. Zur Saison 2006/07 wechselte Schenkel zum Ligakonkurrenten EV Duisburg, für den er bis 2009 spielte. Nach der Insolvenz der Füchse ging der Stürmer zur Spielzeit 2009/10 zum ERC Ingolstadt. Dort besaß er einen Try-out Vertrag, der am 31. Oktober 2009 auslief und nicht verlängert wurde. Er unterschrieb daraufhin einen Vertrag bis Saisonende beim Herner EV, für den er bereits zu seiner Duisburger Zeit per Förderlizenz aufs Eis gegangen war. Im November 2009 erhielt er eine Förderlizenz von den Kölner Haien, für die er in sieben Partien in der DEL zum Einsatz kam.
Zur Saison 2010/11 wechselte Schenkel in die 2. Bundesliga zu den Starbulls Rosenheim, ehe er sich im Sommer 2011 den Löwen Frankfurt anschloss.
Zwischen 2013 und 2018 spielte Schenkel für den EC Bad Tölz in der Oberliga und DEL2.

### International
Für die Deutschen Juniorennationalmannschaften absolvierte Thomas Schenkel die U18-Junioren-Weltmeisterschaften 2002 und 2003 sowie die U20-WM 2004.

## Karrierestatistik

### International
Vertrat Deutschland bei:
- U18-Junioren-Weltmeisterschaft 2002
- U18-Junioren-Weltmeisterschaft der Division I 2003
- U20-Junioren-Weltmeisterschaft der Division I 2004.

(Legende zur Spielerstatistik: Sp oder GP = absolvierte Spiele; T oder G = erzielte Tore; V oder A = erzielte Assists; Pkt oder Pts = erzielte Scorerpunkte; SM oder PIM = erhaltene Strafminuten; +/− = Plus/Minus-Bilanz; PP = erzielte Überzahltore; SH = erzielte Unterzahltore; GW = erzielte Siegtore; 1 Play-downs/Relegation; Kursiv: Statistik nicht vollständig)